# Hallomenus nipponicus
Hallomenus nipponicus là một loài bọ cánh cứng trong họ Tetratomidae. Loài này được Nomura miêu tả khoa học đầu tiên năm 1958.